# Chu Thần Hào
Chu Thần Hào (chữ Hán: 朱宸濠; ? - 1521) tước hiệu Ninh vương (寧王) (cai trị 1499 - 1521) là một trong số những phiên vương thời nhà Minh. Ông là cháu 5 đời của Ninh Hiến vương Chu Quyền, Hoàng tử thứ 17 của Minh Thái Tổ Chu Nguyên Chương. Cuộc đời của ông gắn với những nỗ lực nhằm soán đoạt ngai vàng mà đỉnh cao đó là cuộc nổi dậy Thần Hào chi loạn của ông chống lại Hoàng đế Minh Vũ Tông.

## Tiểu sử
Chu Thần Hào là con trai trưởng của Ninh Khang vương Chu Cận Quân, Ninh vương đời thứ 4. Khác với tổ phụ Chu Quyền, tài năng của Chu Thần Hào thể hiện ở khía cạnh văn chương. Dù vậy bản thân Chu Thần Hào cũng như những phiên vương tiền nhiệm đều có tham vọng lật đổ triều đình do con cháu Minh Thành Tổ cai trị và lên ngôi Hoàng đế. Năm Hoằng Trị thứ 10 (1497), Ninh vương Chu Cận Quân mất, nhưng phải đến năm Hoằng Trị thứ 12 (1499), Chu Thần Hào mới được kế thừa tước vị Ninh vương.

## Thần Hào Chi Loạn
Chu Thần Hào đã có mưu đồ soán vị từ lâu nhưng vì không có quân đội trong tay nên chưa thể làm được gì. Trước đây khi Yên vương Chu Đệ tạo phản, Ninh vương Chu Quyền là đồng minh thân cận nhất và đóng vai trò quan trọng trong đối với việc lên ngôi của Minh Thành Tổ. Tuy nhiên sau khi lên ngai vàng, Thành Tổ đã tước binh quyền của Ninh vương và dời Ninh vương từ Ninh Thành về Nam Xương, thủ phủ tỉnh Giang Tây. 

### Nỗ lực khôi phục binh mã
Giữa năm Chính Đức thứ 2 (1507), Ninh vương cử người đến đút lót Lưu Cẩn, nhờ ông ta xin Minh Vũ Tông khôi phục binh mã cho Ninh vương. Lời thỉnh cầu được chấp thuận mặc cho Binh bộ Thượng thư phản đối dữ dội. Tuy nhiên 3 năm sau Lưu Cẩn bị triều đình xử tử, binh mã của Ninh vương theo đó cũng bị giải giáp. Năm Chính Đức thứ 9 (1514), Ninh vương thông qua Binh bộ Thượng thư Lục Hoàn tiếp tục thỉnh cầu vua Minh khôi phục binh mã cho mình. Mặc dù vấp phải sự phản đối của Đại học sĩ, tuy nhiên do đã mua chuộc được những sủng thần bên cạnh Chính Đức như Tiền Ninh,.. binh mã của Ninh vương cuối cùng được khôi phục.
Tháng 6 năm Chính Đức thứ 9 (1514), Ninh vương yêu cầu quyền được chỉ huy toàn bộ binh mã ở Giang Tây. Ông ta còn chiêu mộ thêm binh sĩ từ những sơn tặc, tội phạm. Trong suốt thời gian này, Ninh vương tự coi mình không khác gì Hoàng đế, quân đội Vương phủ là cấm quân và mệnh lệnh của ông ta là Thánh chỉ. Ninh vương còn bắt các quan viên địa phương phải mặc triều phục khi đến yết kiến mình.
Ngoài ra Ninh vương còn chiêu mộ thêm nhiều quân sư và các cận thần trung thành với mình. Những quan lại địa phương chống đối Ninh vương đều bị loại trừ. Những quan viên khác thì bị buộc phải im lặng mà ủng hộ Ninh vương. Tháng 5 năm Chính Đức thứ 12 (1517), các thái giám từ Ninh vương phủ đã bí mật đến Bắc Kinh để tố cáo những hành động của Ninh vương đều bị Tiền Ninh sai người bắt giết trước khi mật tấu cho Hoàng đế.

### Tuyên bố tạo phản
Tháng 7 năm Chính Đức thứ 14 (1519), mật thám của Ninh vương ở Bắc Kinh mật báo cho Ninh vương biết rằng một vài quan viên sẽ được cử đến Nam Xương để bắt Ninh vương vì các cáo buộc phản nghịch. Nhận thấy không thể che giấu triều đình lâu hơn nữa, Ninh vương triệu tập các mưu sĩ và quyết định hành động. Ngày 10 tháng 7, Chu Thần Hào triệu tập toàn bộ các quan viên địa phương tại Vương phủ. Tại đây ông ta tuyên bố Hoằng Trị Đế không có con trai, và Chính Đức Đế thực chất chỉ là con của thường dân được đưa vào cung. Ninh vương còn trắng trợn tuyên bố Thái hậu đã bí mật đưa chỉ dụ cho ông ta yêu cầu trừng trị bè lũ phản loạn ở Bắc Kinh. Tôn Toại, tuần phủ Giang Tây vì nghi ngờ tính xác thực của sự việc trên đã yêu cầu Ninh vương đưa chỉ dụ của Thái hậu để kiểm chứng nhưng bị từ chối thẳng thừng. Cho rằng đó là hành vi phản nghịch, Tôn Toại đã tức giận mắng mỏ Ninh vương là nghịch tặc soán ngôi và sau đó bị xử tử cùng với những quan viên chống đối Ninh vương. Sau khi xử tử những thành phần chống đối, Ninh vương tuyên bố khởi binh tạo phản.

### Quân triều đình trấn áp
Quân phản loạn đóng quân ngoài thành Nam Xương, nhanh chóng triển khai thế tấn công theo đường sông Dương Tử. Ngày 13 tháng 7, thành Cửu Giang thất thủ. Ngày 23 tháng 7, An Khánh bị bao vây. Triều đình cử tướng quân Vương Dương Minh dẹp loạn. Để chặn bước tiến của Ninh vương, Vương Dương Minh liền viết mật chỉ giả, làm như triều đình biết trước mưu phản nghịch của hắn mà đề phòng kỹ, ra lệnh xuất binh từ Bắc Kinh đánh thẳng vào Nam Xương. Vương sắp đặt cho Ninh vương bắt được mật chỉ, quả nhiên Thần Hào sinh nghi, chưa dám xuất quân vội, và trong lúc do dự, ông có thì giờ kêu gọi quân các nơi khác lại và tổ chức lại quân đội. Mọi việc xong xuôi, ông mới truyền hịch kể tội giặc, hô chiếu cần Vương. Mặt khác, ông tìm cách chia rẽ vây cánh Thần Hào, làm tờ trình về nói nhận được mật thư xin hàng của mưu sĩ của Thần Hào đồng thời lại viết những bức thư trả lời dặn dò cách xử sự ra sao nhằm chia rẽ nội bộ quân phản loạn và thanh thủ thời gian chuẩn bị quân đội trấn áp. Ngày 13 tháng 8, Vương Thủ Nhân dẫn quân đánh thẳng Nam Xương, dùng kế "Vây Ngụy cứu Triệu" buộc Ninh vương phải bỏ thành An Khánh mà quay về cứu Nam Xương. Nhận được tin báo, Ninh vương do dự, mưu sĩ khuyên Ninh vương bỏ Nam Xương mà đánh thẳng Nam Kinh, tuy nhiên Ninh vương bỏ ngoài tai mà thay vào đó tức tốc quay về Nam Xương.
Biết được Ninh vương đã trúng kế, Vương Dương Minh lập tức bày thế trận phục kích đợi Ninh vương mắc bẫy. Ngày 20 tháng 8, quân phản loạn Ninh vương hoàn toàn bị triều đình đánh bại. Ninh vương định đi thuyền nhỏ chạy trốn nhưng đã bị Vương phát hiện và nhanh chóng chặt đứt đường lui. Cuối cùng Ninh vương đã bị bắt sống. Cuộc nổi dậy của Ninh vương Chu Thần Hào sau 42 ngày đã bị dẹp yên hoàn toàn.

## Cái chết
Tất cả lực lượng của Ninh vương đều bị quân triều đình tiêu diệt hoặc bắt sống, bao gồm cả chỉ huy cấm quân Tiền Ninh và Binh bộ Thượng thư Lục Hoàn. Cả Tiền Ninh và Lục Hoàn đều bị xử lăng trì. Cả nhà Ninh vương bị vua Vũ Tông xử tử. Riêng Ninh vương do triều thần ra mặt cầu xin nên được miễn tội chết, chỉ bị tước hết phong hiệu và bị giam lỏng trong tù. Hai năm sau, Ninh vương tự sát trong ngục.

## Trong văn hóa đại chúng
- Tứ đại tài tử (2000), phim Hong Kong do TVB sản xuất